# Morelos
Morelos, offiziell Freier und Souveräner Staat Morelos (spanisch Estado Libre y Soberano de Morelos), ist ein zentraler Bundesstaat Mexikos. Morelos liegt unmittelbar südlich von Mexiko-Stadt und grenzt außerdem an die Bundesstaaten México, Guerrero und Puebla.

## Geographie
Morelos hat als zweitkleinster Bundesstaat in Mexiko eine Fläche von ca. 4950 km² und ca. 1,8 Mio. Einwohner. Hauptstadt ist Cuernavaca, untergliedert ist Morelos in 33 Municipios. Morelos liegt am Übergang der Sierra Volcánica Transversal zur Depresión del Balsas. Höchste Erhebung ist der Popocatépetl (ca. 5400 m). Dank seiner klimatisch günstigen Lage liegen in Morelos viele Kurorte: Neben Cuernavaca ist der bekannteste Cuautla. Bekannt sind auch die Ausgrabungsstätten El Tepozteco, Coatetelco und Xochicalco.

## Bevölkerungsentwicklung
| Jahr | Einwohnerzahl |
| ---- | ------------- |
| 1950 | 272.842       |
| 1960 | 386.264       |
| 1970 | 616.119       |
| 1980 | 947.089       |
| 1990 | 1.195.059     |
| 2000 | 1.555.296     |
| 2010 | 1.777.227     |
| 2020 | 1.971.520     |

## Geschichte
Der Bundesstaat México entstand nach dem  Mexikanischen Unabhängigkeitskrieg 1824 und umfasste ursprünglich den Bereich des alten Aztekenreichs, dessen Gebiet in der spanischen Kolononialzeit Teil des Vizekönigreichs Neuspanien war. Morelos wurde von México am 17. April 1869 abgespalten. Benannt wurde der neue Bundesstaat nach José María Morelos, einem Helden des Unabhängigkeitskrieges. Morelos ist auch der Heimatstaat von Emiliano Zapata.